# 아니 레보른
아니 레보른(독일어: Anni Rehborn, 1904년 8월 25일 ~ 1986년 1월 15일)은 1927년 유럽 수영 선수권 대회에서 400m 자유형 계주에서 동메달을 획득한 독일의 수영 선수였다. 그녀는 1928년 하계 올림픽에 참가했지만 알 수 없는 이유들로 참가하지 않았다. 그녀의 경력 동안 그녀는 100m 배영 (1923–1925, 1927–1929)과 100m 자유형 경기 (1923–1924)에서 8개의 국내 타이틀을 획득했다.